# Massa-Carrara
A província de Massa-Carrara é uma província italiana da região da Toscana com cerca de 197 652 habitantes, densidade de 171 hab/km². Está dividida em 17 comunas, sendo a capital Massa.
Faz fronteira a norte com a região da Emília-Romanha (província de Parma e província de Reggio Emilia), a este com a província de Lucca, e a oeste com o Mar Tirreno e a região da Ligúria (Província da Spezia).